# Phytomyza delphinivora
Phytomyza delphinivora är en tvåvingeart som beskrevs av Spencer 1969. Phytomyza delphinivora ingår i släktet Phytomyza och familjen minerarflugor. Inga underarter finns listade i Catalogue of Life.